# Eia (Interjektion)
Eia ist eine lateinische Interjektion mit der Bedeutung „ei der tausend!“, „wohlan, auf!“ Das anlautende e ist dabei lang, das i in zwischenvokalischer Position wie j auszusprechen.
Die Interjektion ist in verschiedene deutsche Weihnachtslieder eingegangen. Nach deutscher Ausspracheregel wird dabei aus dem ei ein Diphthong. Um das zu vermeiden, ist im katholischen Gotteslob die Schreibung eja gewählt worden.
Beispiele:
- In dulci jubilo (GL 253), Str. 3 / Nun singet und seid froh (EG 35), Str. 4
- Singen wir mit Fröhlichkeit (GL 1975 135, GL 2013: Diözesanteile) / Joseph, lieber Joseph mein
- Zu Bethlehem geboren (EG 32; GL 239)
- Vom Himmel hoch, o Engel, kommt
- Wie schön leuchtet der Morgenstern (EG 70; GL 357), Str. 5